# Денисов, Константин Петрович
Константин Петрович Денисов — советский хозяйственный, государственный и политический деятель, Герой Социалистического Труда.

## Биография
Родился в 1911 году в Белгороде. Шурин Леонида Ильича Брежнева. Член КПСС.
С 1933 года — на хозяйственной, общественной и политической работе. В 1933—1956 гг. — железнодорожник, помощник машиниста, машинист, начальник станции Стрый, начальник станции Харьков-Сортировочный Южной железной дороги, начальник станции Москва-Пассажирская Смоленская Московской железной дороги.
Заслуженный работник транспорта РСФСР.
Указом Президиума Верховного Совета СССР от 12 ноября 1981 года присвоено звание Героя Социалистического Труда с вручением ордена Ленина и золотой медали «Серп и Молот».
Делегат XXV и XXVI съездов КПСС.
Умер в Москве в 1992 году.